# Première bataille de Charleston Harbor
Guerre de Sécession
Batailles
Opérations contre les défenses de Charleston
- 1re Charleston Harbor
- 1re Fort Wagner
- Grimball's Landing (en)
- 2e Fort Wagner
- 2e Charleston Harbor
- 2e Fort Sumter

La Première bataille de Charleston Harbor s'est déroulée le 7 avril 1863 au cours de la guerre de Sécession entre les forces de l'Union commandées par Samuel Francis Du Pont et celles de la Confédération commandées par Pierre Gustave Toutant de Beauregard à Charleston, en Caroline du Sud.
Elle est suivie par la Deuxième bataille de Charleston Harbor.